# Bartolomeo Berrecci
Bartolomeo Berrecci (Pontassieve, 1480 – Cracovia, 1537) è stato un architetto e scultore italiano.

## Biografia

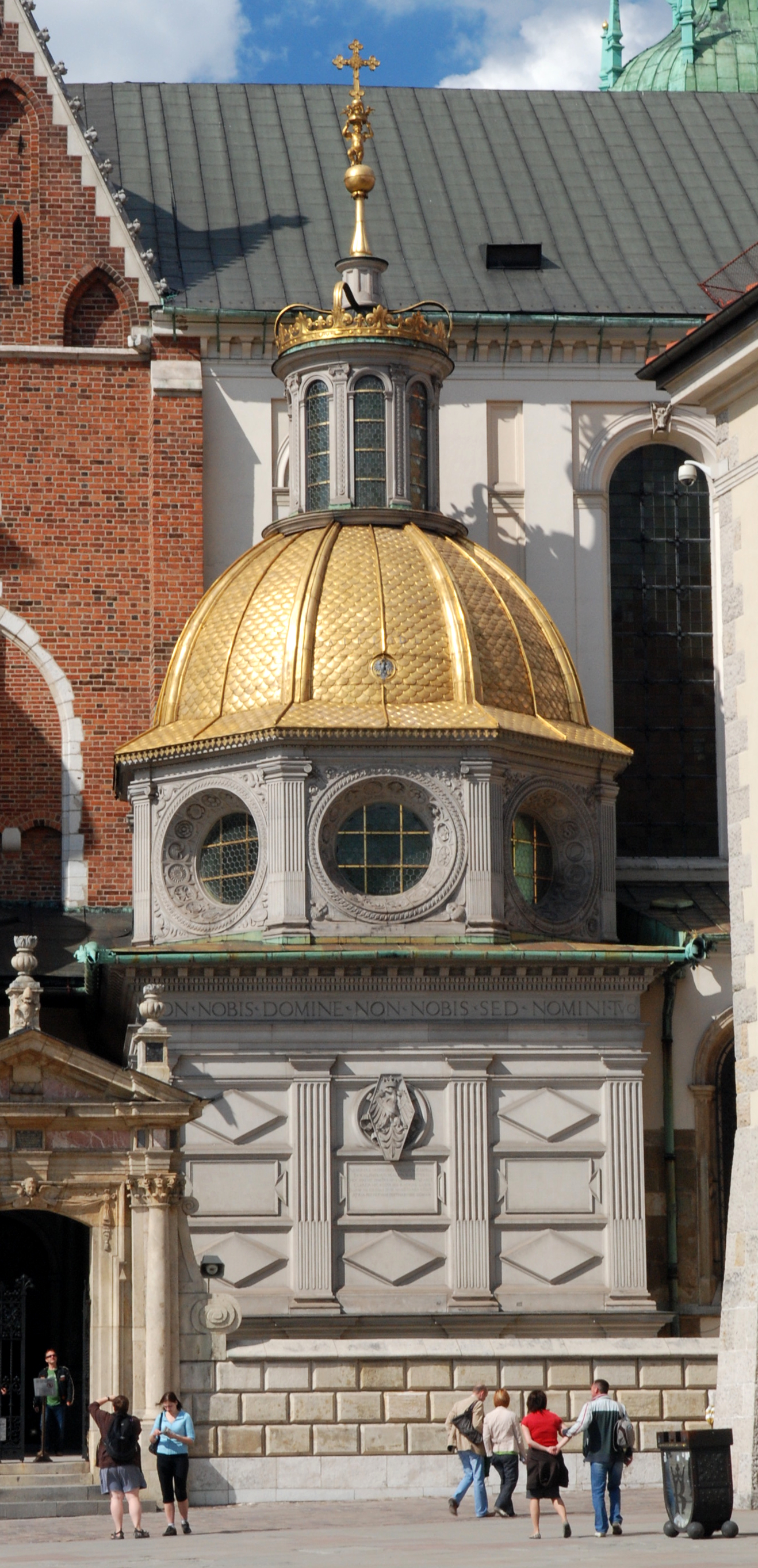
Cappella di Sigismondo, a Cracovia

Nato a Pontassieve, presso Firenze, è forse allievo di Andrea Ferrucci. Nel  1516 si reca in Polonia su invito del vescovo Jan Łaski. Lavora a Cracovia, Niepołomice, Poznań, Tarnów. La sua opera più famosa è la cappella di Sigismondo nella cattedrale di Wawel a Cracovia, eseguita negli anni 1519-33. Realizza anche la ricostruzione del castello di Wawel.